# Elecciones generales de Liechtenstein de 1986
Las elecciones generales se celebraron en Liechtenstein el 31 de enero y el 2 de febrero de 1986. El resultado fue una victoria para la Unión Patriótica, que obtuvo 8 de los 15 escaños del Landtag. El Partido Cívico Progresista ganó siete escaños, mientras que la nueva Lista Libre no logró cruzar por poco el umbral electoral del 8% y no obtuvo representación. Continuó el gobierno de coalición del FBP y la VU.
Fueron las primeras elecciones en las que las mujeres podían votar, ya que hasta la aprobación del sufragio femenino en un referéndum en 1984, el sufragio estaba limitado a los hombres. Emma Eigenmann fue la única mujer elegida, convirtiéndose en la primera mujer miembro del Landtag.

## Resultados
| Partido                            | Votos  | %     | Escaños | +/–   |
| ---------------------------------- | ------ | ----- | ------- | ----- |
| Unión Patriótica                   | 46,793 | 50.19 | 8       | 0     |
| Partido Cívico Progresista         | 39,853 | 42.75 | 7       | 0     |
| Lista Libre                        | 6,582  | 7.06  | 0       | Nuevo |
| Votos nulos/en blanco              | 64     | -     | -       | -     |
| Total                              | 11,612 | 100   | 15      | 0     |
| Votantes registrados/participación | 12,512 | 93.3  | –       | –     |
| Fuente: Nohlen & Stöver            |        |       |         |       |